# ثيودوريك الثاني
ثيودوريك الثاني ملك فرنسا بين612-613م

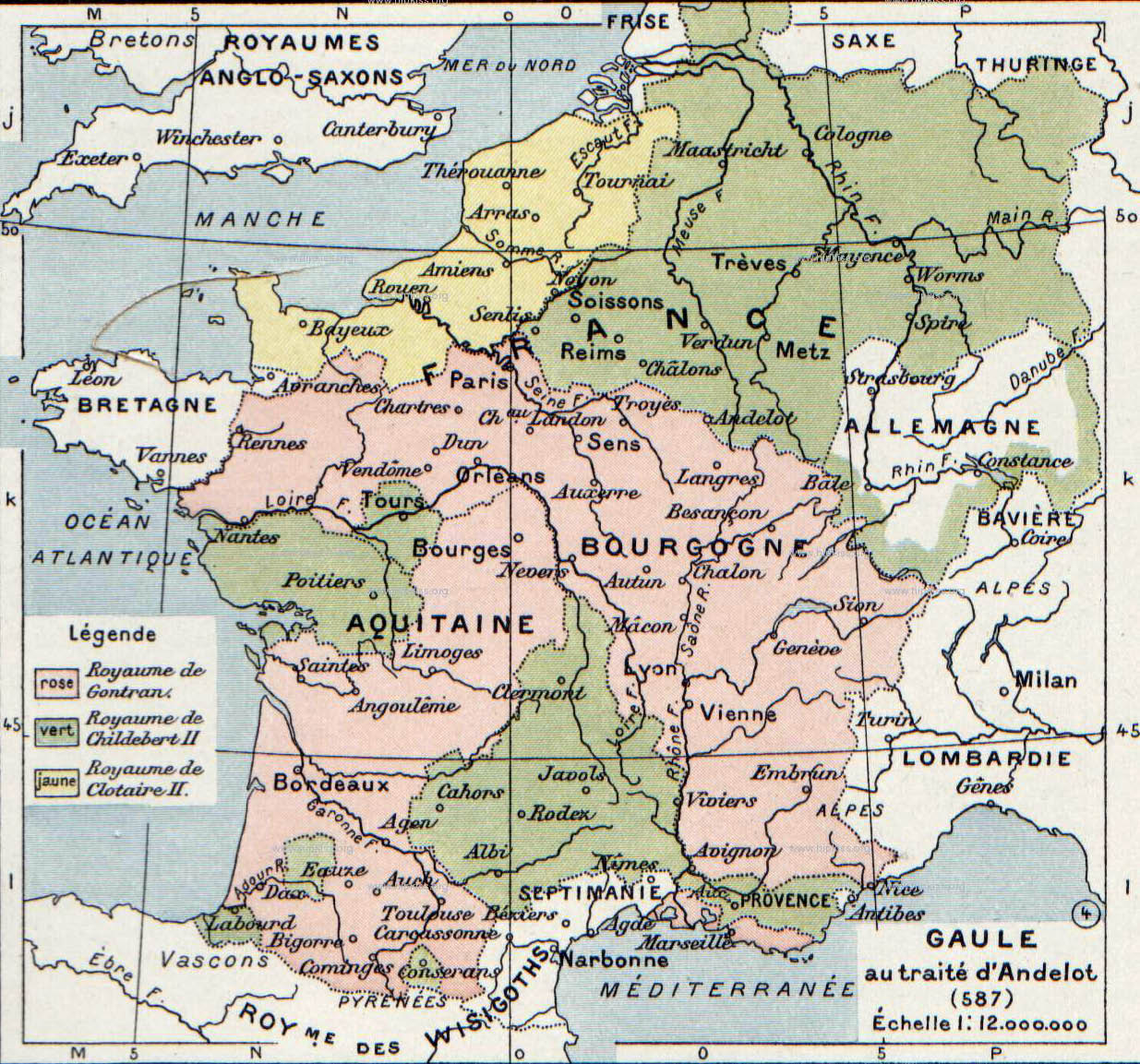
مملكة الفرنجة كما كانت بعد معاهدة أنديلوتعام 587. ورث مملكة غوانترام (اللون الوردي) البورغندية أول الأمر تشيلدبيرت الثاني، ثم ورثها ثيوديرك الثاني.

ثيوديريك الثاني (يعرف أيضاً باسم «ثيودريتش» أو «ثيودوروك». بالفرنسية Thierry) (587–613)، ملك مملكة بورغندي التي قامت في الفترة 595-613 وأوستراسيا في الفترة 612-6-13، وهو الابن الثاني لشيلديبيرت الثاني. بعد وفاة والده عام 595، استلم مملكة بيرغندي مع عاصمتها أورليان في حيت استلم أخوه الأكبر ثيوديبيرت الثاني مملكة أستراسيا وعاصمتها متز. كما حصل على سيادة مدن تولوز وأنج وسانتس وأنغوليم وبيريجو وبلوا ولو مان وشارتر.